# Janenschia
Janenschia is een geslacht van sauropode dinosauriërs behorend tot de familie Camarasauridae, dat tijdens het Kimmeridgien, een tijdsnede in het Laat-Jura (Malm, 157,3 ± 1,0 tot 152,1 ± 0,9 Ma), leefde in Zuidoost-Tanzania, Oost-Afrika.

## Vondst en naamgeving

### Gigantosaurus robustus
Tijdens prospecties naar granaatafzettingen in opdracht van het bestuur van Duits Oost-Afrika, vond de Duitse mijningenieur, chemisch analist en farmaceut Bernhard Wilhelm Sattler in 1906 op weg naar een mijn ten zuiden van de rivier de Mbemkure gigantische beenderen die uit een pad dicht bij de basis van een heuvel geërodeerd waren. Deze heuvel stond in het gebied bekend als 'de steile heuvel', of 'Tendaguru' in de taal van het plaatselijke Wamweravolk. Het maakt deel uit van de beroemde Tendaguruformatie. De vondsten vonden hun weg naar de Duitse natuurwetenschapper, paleontoloog en geoloog Eberhard Fraas die op dat moment op een rondreis door Afrika was. Fraas besefte de betekenis van de vondst en vermeldde het in zijn veldrapporten. Hij bezocht de locatie in 1907 en groef met de hulp van Sattler twee gedeeltelijke skeletten van enorme afmetingen op, "Skelet A" en "Skelet B", negenhonderd meter ten zuidoosten van de heuvel van Tendaguru, en twee kilometer ten zuiden van de typelocatie (Paleosite P). De skeletten werden overgebracht naar de Stuttgarter Naturaliensammlung in Stuttgart, waaraan Fraas verbonden was.
In 1908 beschreef Fraas deze skeletten als respectievelijk "Gigantosaurus africanus" (nu Tornieria africana) en "Gigantosaurus robustus" (nu Janenschia robusta). De geslachtsnaam verwees naar de gigantische lichaamsomvang. De soortaanduidingen verwezen respectievelijk naar de Afrikaanse herkomst en naar de robuuste bouw van de achterpoot.
Gigantosaurus robustus was gebaseerd op het holotype SMNS 12144, een onvolledig specimen bestaande uit een onvolledige rechterachterpoot, waaronder de onderkant van het rechterdijbeen, het rechterscheenbeen, het rechterkuitbeen, het rechtersprongbeen, het eerste tot en met vijfde middenvoetsbeen van de rechtervoet en de kootjes van de eerste tot en met vijfde teen. De geslachtsnaam Gigantosaurus was echter reeds in 1869 in Engeland door de paleontoloog Harry Govier Seeley gebruikt voor de beschrijving van enkele wervels, onvolledige pootskeletten en een osteoderm. Fraas wist dat Seeley de aansprekende naam reeds gebruikt had, maar hergebruikte deze toch omdat hij Seeley's beschrijving als onvolledig en onvoldoende beschouwde — zo ontbraken illustraties — en omdat de resten daarenboven door vele andere paleontologen als identiek aan andere geslachten werden beschouwd. Richard Lydekker had ze toegewezen aan Ornithopsis.

### Tornieria robusta

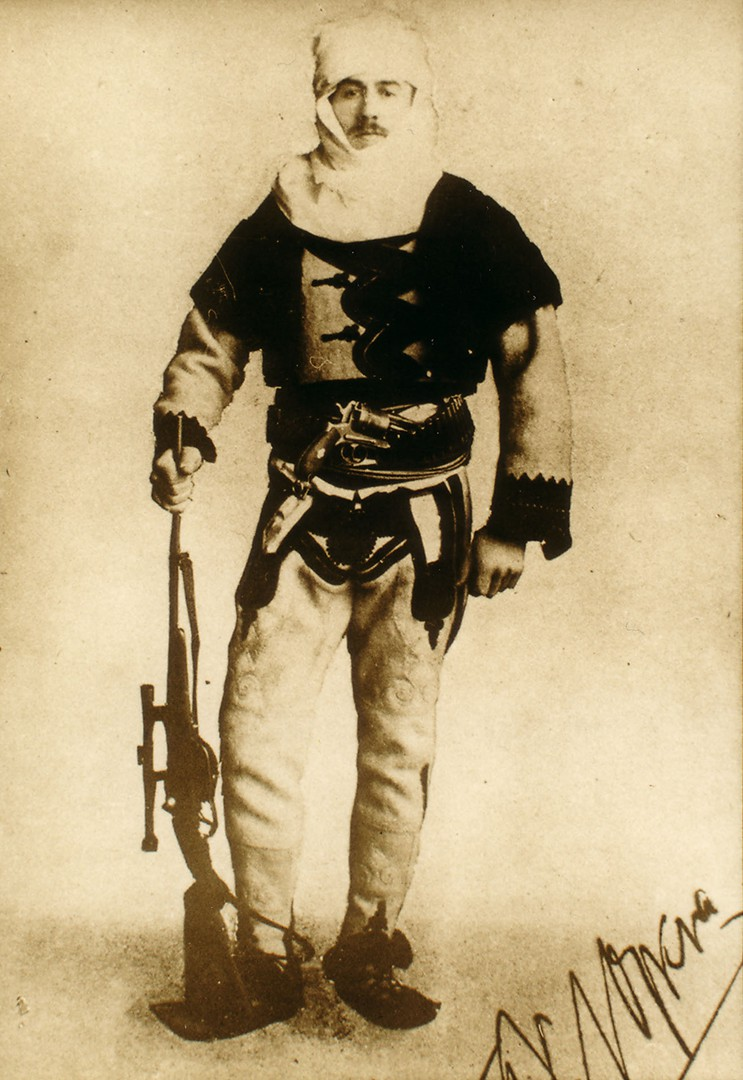
Franz Nopcsa verdedigde de naam Tornieria

In 1911 hernoemde Richard Sternfeld het geslacht Gigantosaurus toch, naar Tornieria, omdat een taxonomische benaming eens ingevoerd nooit dubbel mag gebruikt worden. De argumenten van Fraas waren irrelevant. De soort "Gigantosaurus robustus" (dus het holotype SMNS 12144) werd hiermee hernoemd naar "Tornieria robusta". Toen Tornieria door Sternfeld ingevoerd werd, leidde dat tot twee op zich staande soorten, "Tornieria robusta" en de typesoort Tornieria africana, afgeleid van de oorspronkelijk door Fraas ingevoerde soorten "Gigantosaurus robustus" en "Gigantosaurus africana", hoewel Sternfeld zelf de combinatie Tornieria robusta niet gebruikte.
De hernoeming door Sternfeld viel niet goed. De bezwaren richtten zich in de eerste plaats op het feit dat de ernstig zieke Fraas niet de gelegenheid geboden was de naam zelf te veranderen of althans als medeauteur betrokken te worden. Daarbij eerde de naam Gustav Tornier en diens relatie met het onderwerp was dat hij de hypothese verdedigd had dat sauropoden met gespreide ledematen liepen. De meeste Duitse paleontologen vonden dit een onzinnige gedachte en Sternfeld maakte met de nieuwe naam zo ook een keuze voor de "foute" partij in de controverse. Nog in 1991 oordeelde R. Wild dat Sternfeld niet fraai gehandeld had.
Ook de Duitse paleontoloog Werner Janensch ergerde zich aan de nieuwe naam. In 1922 publiceerde hij een artikel over het handskelet van G. robustus. In een voetnoot stelde hij dat de typesoort Gigantosaurus africana wegens de gevorkte doornuitsteeksels ondergebracht kon worden in het Noord-Amerikaanse geslacht Barosaurus, als een Barosaurus africanus. Omdat door deze toewijzing het geslacht Tornieria "opgelost" werd, kon "Tornieria robusta" niet langer onproblematisch als Tornieria geklasseerd worden. Hoewel Janensch concludeerde dat beide soorten tot aparte geslachten behoorden, iets wat Fraas overigens al in 1908 vermoedde, liet hij na voor T. robusta een nieuw geslacht te benoemen. R. Wild meende later dat Janensch dat simpelweg over het hoofd zou hebben gezien. Dat miskent dat Janensch de hele naam Tornieria verwierp. Hij stemde in de voetnoot in met de argumenten van Fraas over de ongeldigheid van Seeley's Gigantosaurus. Janensch stelde dat Gigantosaurus Seeley 1869 als een nomen oblitum moest worden gezien. Daarbij meende hij dat de regels van de zoölogische nomenklatuur allemaal goed en wel waren maar dat ze niet moesten worden toegepast als ze de praktijk hinderden door, zoals in dit geval, een gebruikelijke naam door een geheel onbekende te vervangen. Hij stelde voor het geslacht Gigantosaurus voor de tweede soort te blijven gebruiken. Hij bleef dit taxon ook in latere publicaties aanduiden met de oorspronkelijke soortnaam Gigantosaurus robustus.
Maar SMNS 12144 werd in feite daarna door de meeste onderzoekers nog steeds in Tornieria ondergebracht. Haughton bracht in 1928 "Tornieria robusta" ook onder in Barosaurus, als een "Barosaurus robustus", maar hij bleef een uitzondering. Baron Franz Nopcsa wees er in 1930 op dat Sternfeld weliswaar zeer onhoffelijk geweest was maar dat pas in 1927 door de ICZN als aanbeveling gegeven werd dat de oorspronkelijke auteur in de gelegenheid gesteld werd de naam te veranderen. Zijn daad uit 1911 kon men Sternfeld dus redelijkerwijs niet nadragen en in ieder geval leidde het niet tot de ongeldigheid van de naam Tornieria. Nopcsa kon ook een voorbeeld noemen van een later gebruik van Gigantosaurus Seeley 1869 dat dus geen vergeten naam was. Daarbij was Gigantosaurus Fraas 1908 zelf nu ook weer niet zo gebruikelijk. Hoe onaangenaam het ook was, concludeerde Nopcsa: Gigantosaurus moest vallen en vervangen worden door Tornieria. Daarbij vergat hij echter dat dit laatste geslacht zelf weer in Barosaurus opgegaan was. Het begrip Tornieria werd zo een aanduiding voor T. robusta alleen. Dat was in strijd met de officiële nomenclatuur doch leverde verder geen praktische problemen op. Het zou echter tot een enorme begripsverwarring leiden als Tornieria africana en Barosaurus weer als op zich staande taxa werden gezien, wat na 2006 algemeen gedaan werd.

### Janenschiawordt benoemd

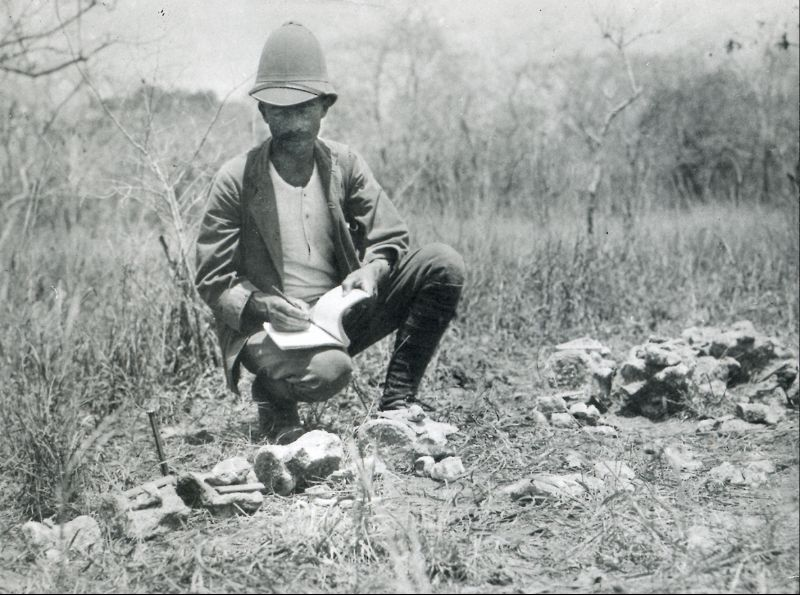
Wild vernoemde het geslacht naar Werner Janensch

Gelukkig was in 1991 de taxonomische status van "Gigantosaurus robustus" door de Duitse paleontoloog Rupert Wild, verbonden aan het Staatliches Museum für Naturkunde Stuttgart, verhelderd. Hij was het met Janensch eens dat "Gigantosaurus robustus" een apart geslacht vertegenwoordigt en dus verschillend is van Tornieria en besloot diens omissie alsnog goed te maken. Als eerbetoon aan Werner Janensch, die de gewervelde fauna van Tendaguru uitvoerig bestudeerde, benoemde hij het genus als Janenschia en plaatste het nieuwe geslacht in de familie Titanosauridae. Het artikel was meteen bedoeld als een geschenk aan professor Karl Dietrich Adam voor diens zeventigste verjaardag. De typesoort van het geslacht is de oorspronkelijke soortnaam, dus Gigantosaurus robustus. De combinatie van het nieuwe geslacht met de oude soortaanduiding levert de combinatio nova op: Janenschia robusta.

### Door Janensch toegewezen materiaal
Intussen waren aanvullende vondsten aan G. robustus/T. robusta toegewezen. Al in 1909 lokaliseerde Janensch de oorspronkelijke "vindplaats B" van Fraas en groef er nog een heiligbeen, bekken en scheenbeen op. Op korte afstand ontdekte hij op "locatie 5" ook een rechterhand, geheel compleet en in verticale positie in verband liggend, direct onder het oppervlak. De hand werd door hem in 1922 aan G. robustus toegewezen. De overige vondsten van "B" werden door Janensch in 1929 gezien als deel van het individu van het holotype. Hand en heiligbeen werden in 2000 vermoed tijdens de Tweede Wereldoorlog verloren te zijn gegaan. Een andere locatie was "G", op vijfhonderd meter ten noordwesten van "B". Daar vond men een staart van dertig aaneengesloten wervels, een achterste halswervel en ribben. Ook die werden in 1929 door Janensch aan G. robustus toegewezen. Datzelfde deed hij, maar onder voorbehoud, met voorste ruggenwervels, een sacrum en een darmbeen gevonden bij vindplaats "NB", vijftien kilometer ten zuidoosten van de Tendaguruheuvel. Op vindplaats "Oa" bij Obolello, vijftien kilometer ten zuidwesten van de Tendaguruheuvel, werden vijftien wervels, een schouderblad en een ravenbeksbeen aangetroffen. Die werden in 1929 aan G. robustus toegewezen. In 2000 was er slechts een voorste staartwervel van over. In 1961 wees Janensch een spaakbeen en een dijbeen toe die gevonden waren op locatie "IX", op 1400 meter ten noordoosten van de Tendaguruheuvel.
De belangrijkste aanvullende vondsten werden in oktober 1909 gedaan. Op vindplaats "P" bij Nterego, 1200 meter ten noordoosten van de Tendaguruheuvel was een "Skelet P" aangetroffen, met vier ledematen, dat de informele naam "Nteregosaurus oedipus" gekregen had. Deze naam werd pas in 2003 gepubliceerd, als een nomen nudum. In 1922 kwam Janensch tot de conclusie dat het minstens om twee individuen ging, zij het van ongeveer gelijke grootte, omdat het twee linkervoorpoten en twee linkerachterpoten betrof. De resten werden in 1922 en 1929 aan G. robustus toegewezen. De vier ledematen die zelf ieder in verband lagen maar los van elkaar werden aangetroffen, noemde Janensch Fund I-IV. Fund I was een volledige linkerachterpoot. Fund II betrof alleen het onderbeen. Fund IV lag dicht bij Fund I en bestond uit de onderarm inclusief hand. Dezelfde elementen omvatte Fund III. Vlak bij Fund II en Fund III lag een opperarmbeen, een heiligbeen, wervels, een zitbeen en een dijbeen. Verder werden er twee staartwervels op de locatie aangetroffen. Het belang van de vondsten ligt hem hierin dat ze onderbenen omvatten. Hieraan kan worden vastgesteld of ze overeenkomen met het holotype. Neemt men daarnaast aan dat de resten inderdaad maar twee individuen vertegenwoordigen dan neemt het bewijsbaar aan Janenschia toe te wijzen materiaal enorm toe. Helaas, ook hiervan is het merendeel tijdens de Tweede Wereldoorlog zoek geraakt. Wel zijn er foto's en illustraties van gemaakt.

### Herziening in 2000
In 2000 werd Janenschia robusta herbeschreven door José Fernando Bonaparte, Wolf-Dieter Heinrich en Wild. Ze deden dat alleen op basis van het holotype SMNS 12144 en de gerelateerde specimina van de Tendaguru-paleosite P. Ze meenden dat de vermeende delen van het holotype die in 1909 door Janensch waren gevonden niet bewijsbaar bij het rechteronderbeen hoorden en verwijderden die uit het hypodigma. Morfologische vergelijkingen van het holotype en toegewezen beenderen wezen volgens Bonaparte op een nauwere verwantschap van Janenschia met Camarasaurus, familie Camarasauridae dan met de Titanosauridae. Daarbij werd echter geen exacte fylogenetische analyse uitgevoerd. De resultaten worden echter ondersteund door een recente cladistische analyse die het taxon in de niet-titanosauriforme Macronaria plaatst (dus basaal in de klade Camarasauromorpha).
De perikelen rond de naamgeving hadden Janenschia al tot een notoir problematisch taxon gemaakt. In 2000 werd de situatie verder gecompliceerd doordat de meeste specimina die door Janensch in 1922, 1919 en 1961 aan J. robustus toegewezen waren bij de herbeschrijving uit het bekende materiaal werden verwijderd. De vooraan gelegen staartwervel van vindplaats "Oa" en een staart in anatomisch verband bestaande uit dertig wervels (MB.R.2091.1–30) en gevonden op de paleosite G in de nabijheid van Tendaguru Hill, kunnen naar moderne inzichten niet aan Janenschia toegewezen worden omdat overeenkomstige elementen bij het holotype van Janenschia robusta ontbreken. Daarbij werd in 2000 de fylogenetische positie van dit materiaal drastisch gewijzigd. De staart was wegens de tien eerste, procoele wervels (met vooraan holle wervellichamen) gezien als een sterke aanwijzing dat Janenschia tot de Titanosauridae behoorde. Het herziening wees er echter op dat dit kenmerk ook bekend is in Sauropoda uit de Jura van China zoals Mamenchisaurus en Bellusaurus. Aldus werd de staart aan de Mamenchisauridae toegewezen. Twee afzonderlijke vooraan gelegen ruggenwervels, door Janensch overigens niet toegewezen, werden in 2000 als het geslacht Tendaguria benoemd.

### Herziening in 2019
In 2019 publiceerden Philip Mannion e.a. een revisie van al dit materiaal. Bevestigd werd dat MB.R.2091.1–30 niets bewijsbaar met Janenschia van doen had. De staart werd hernoemd tot het aparte geslacht Wamweracaudia, een lid van de Mamenchisauridae. Buiten het holotype werden alleen MB.R.2095, MB.R.2245 en MB.R.2707 toegewezen, waarvan weer een deel verloren gegaan was.

## Vindplaatsen
In 1914 en 1925 publiceerde Janensch een kaart met de voornaamste vindplaatsen van dinosauriërs die tijdens de Duitse Tendaguru-expeditie van 1909 - 1913 ontdekt werden. In 1929 maakte hij een opsomming van meer dan veertig vindplaatsen met de belangrijkste Sauropodabeenderen. In tabellen gaf hij stratigrafische en tafonomische gegevens weer die gedetailleerde informatie bieden zoals; welke beenderen liggen in een duidelijk en welke in een twijfelachtig anatomisch verband, en welke werden afzonderlijk gevonden. Ook de opgegeven afstand tussen de verschillende vindplaatsen is belangrijk.
Alle ons bekende resten van Janenschia zijn afkomstig uit de Tendaguru-formatie, welke door Janensch beschreven werd. Er zijn drie afzettingen die dinosauriërbeenderen bevatten : het Upper Saurian Bed, het Middle Saurian Bed en het Lower Saurian Bed. Tussen deze afzettingen bevinden zich drie afzettingen mariene zandsteen (het Nerinea Bed, het Trigonia smeei Bed en het Trigonia schwarzi Bed). De meeste dinosauriërbeenderen werden aangetroffen in de Upper- en Middle Saurian Beds. De ouderdom is Kimmeridgien tot Tithonien of enkel Kimmeridgien. De meeste beenderen van Janenschia zijn afkomstig uit het Upper Saurian Bed. Deze member bestaat uit kleinschalige, kriskras gelaagde en gegolfribbelde, kriskras gelaagde fijnkorrelige zandsteen en siltsteen, met tussenlagen van geïsoleerde micritische dolomiet. Deze sedimenten worden bedekt door gegolfribbelde, kriskras gelaagde en kleinschalige kriskras gelaagde, fijnkorrelige zand- en kleisteen.
Enkel de beenderen gevonden op vindplaats P en het dijbeen van vindplaats IX kunnen aan Janenschia robusta toegewezen worden. Al de andere resten die ooit aan deze soort toegewezen werden, verzameld in het Tendaguru-gebied van 500 m tot 15 km verwijderd van de typelocatie (vindplaats B), kunnen door gebrek aan vergelijkbare beenderen niet met voldoende zekerheid aan Janenschia robusta toegewezen worden.

### Vindplaats B
Vindplaats B is de typelocatie. Het bevindt zich in het Upper Saurian Bed en is Kimmeridgien van ouderdom. Het holotype van Janenschia robusta (SMNS 12144, 'skelet B' volgens Fraas, 1908) werd hier in 1907 door Eberhard Fraas gevonden. De typelocatie bevindt zich dichtbij Tendaguru Hill, maar Fraas noteerde de exacte positie niet. In 1909 werd vindplaats B door Janensch onderzocht. Hij vond nog verschillende beenderen (Janensch, 1914a, p. 43) en bepaalde de exacte locatie op ongeveer 900 meter ten zuidoosten van Tendaguru Hill. De in 1909 ontdekte beenderen werden toegewezen aan "Gigantosaurus robustus" (Janensch, 1929a, p. 7) of aan "Tornieria robusta" (Janensch, 1961, p. 5). Zij omvatten een heiligbeen, een heupbeen, een schaambeen, een zitbeen en een scheenbeen. Janensch vermeldde in de veldcatalogus van de Duitse Tendaguru-expeditie ook delen van een hand. Al deze beenderen werden opgegraven in het Upper Saurian Bed dicht bij de locatie waar in 1907 het holotype gevonden werd, zodat het Janenschia robusta-holotype en de beenderen door Janensch in 1909 opgegraven aan hetzelfde individu kunnen toebehoord hebben. Dit kan echter niet onomstotelijk bewezen worden (Janensch 1929a, p. 7). Het heiligbeen en de vingerkootjes konden niet teruggevonden worden in de verzamelingen van het Museum für Naturkunde in Berlijn. Blijkbaar zijn ze sinds Wereldoorlog II onvindbaar.

### Vindplaats nr. 5
Vindplaats nr. 5 bevindt zich in het Upper Saurian Bed. Janensch rapporteerde een rechterhand die hij aan "Gigantosaurus robustus" toewees. Volgens hem lag vindplaats nr. 5 in de buurt van vindplaats B, de typelocatie van Janenschia robusta (Janensch, 1922, p. 464). De rechterhand, welke in anatomisch verband lag, omvat alle van Janenschia robusta bekende middenhandsbeenderen en vingerkootjes. De taxonomische toewijzing van de hand werd gebaseerd op voorste- en achterste ledematen van gedeeltelijke skeletten van Janenschia robusta die op vindplaats P gevonden werden.

### Vindplaats P

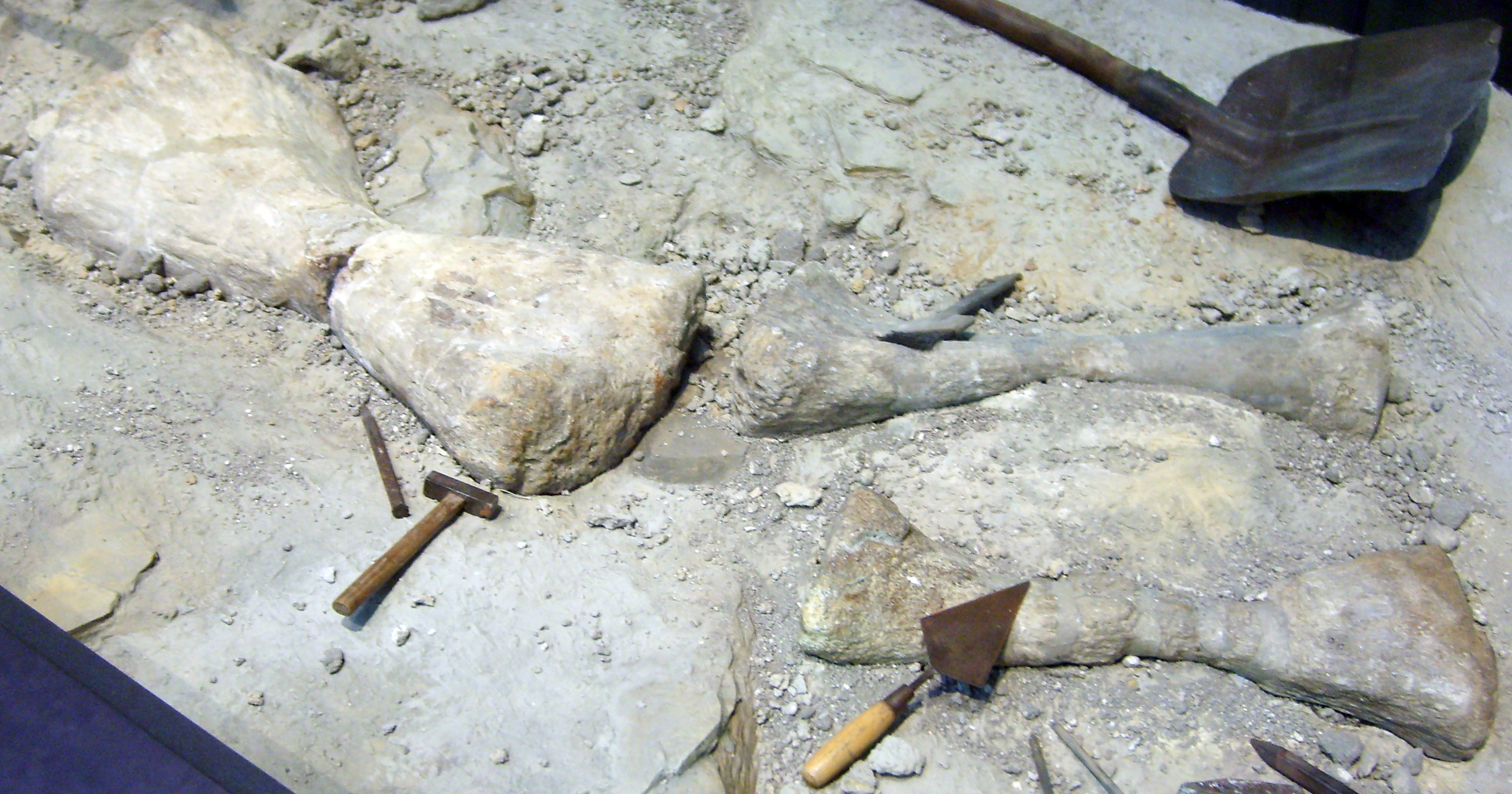
Linkeropperarmbeen,- spaakbeen- en ellepijp van Janenschia robusta, gevonden op vindplaats P in de Tendaguru-formatie en tentoongesteld in het Museum für Naturkunde te Berlijn.

Vindplaats P beslaat ongeveer 24m², maakt deel uit van het Upper Saurian Bed en bevindt zich te Nterego op ongeveer 1,2 kilometer ten noordoosten van Tendaguru Hill. Deze vindplaats leverde relatief goed geconserveerde resten van vier individuen : twee linker voorste ledematen en twee linker achterste ledematen (Janensch 1922, p. 465). Volgens Janensch' veldcatalogus van de Duitse Tendaguru-expeditie werden verspreid op de vindplaats ook enkele afzonderlijke postcraniale beenderen aangetroffen. De niet-gepubliceerde opgravingsschetsen van Janensch beschrijven de op de vindplaats gevonden beenderen, in totaal vijfenzestig.
Vondst I is een bijna volledige linkerachterpoot, omvattende het dijbeen, het scheenbeen, het kuitbeen en van de voet het sprongbeen, de middenvoetsbeenderen en teenkootjes. Volgens de veldnotities van Janensch lagen de voetbeenderen nagenoeg in anatomisch verband. Vondst IV werd vlakbij vondst I gedaan en bestaat uit een onvolledige linkervoorpoot waarvan het spaakbeen, de ellepijp, de polsbeenderen, de middenhandsbeenderen en de vingerkootjes gepreserveerd waren. Omdat vondsten IV en I vlakbij elkaar lagen, is het mogelijk dat deze ledematen tot één individu behoord hebben. Vondst II omvat een onvolledige linkerachterpoot met het scheenbeen, het kuitbeen en de voet, welke laatste iets uit anatomisch verband lag. Vondst III omvat een onvolledige linkervoorpoot waarvan het spaakbeen, de ellepijp en de hand gepreserveerd waren. Volgens Janensch' veldnotities werden de beenderen van de hand in hun natuurlijke anatomische samenhang aangetroffen. Vlakbij vondsten II en III vond men een opperarmbeen, een groot heiligbeen, meerdere wervels, vermoedelijk een zitbeen en een dijbeen. De associatie van deze beenderen met vondsten II en III, dus resp. een onvolledige linkerachterpoot en een onvolledige linkervoorpoot is onzeker, net zoals de associatie van meerdere afzonderlijke wervels vlakbij vondst IV (een onvolledige linkervoorpoot). Volgens Janensch' veldnotities werden in october 1909 minstens twee staartwervels gevonden.
Globaal werden op vindplaats P de resten van minstens twee individuen van Janenschia robusta van dezelfde grootte aangetroffen. De vier gedeeltelijke skeletten, de wervels en andere afzonderlijke beenderen waren diagnostisch voor de toewijzing aan Janenschia robusta. De achterpoten waren voldoende gepreserveerd om ze met het holotype te vergelijken. Janensch toonde aan dat ze tot Janenschia robusta behoren. Dezelfde diagnostische fossielen stelden Janensch in staat om ook de voorpoten aan Janenschia robusta toe te wijzen. Spijtig genoeg ging het grootste deel van de beenderen tijdens de Tweede Wereldoorlog verloren.

### Vindplaats IX
Deze vindplaats maakt deel uit van de Upper Transitional Sands die onder het Upper Saurian Bed en boven de Trigonia smeei Member liggen, en bevindt zich op 1,4 km ten noordoosten van Tendaguru Hill. Hier werden vele beenderen van de soorten Tornieria africana, Giraffatitan brancai en Kentrosaurus aethiopicus gevonden, eveneens een dijbeen en een spaakbeen dat volgens Janensch aan Janenschia robusta toebehoort (Janenschi, 1961, p. 193 en 210). De vindplaats beslaat ongeveer 32,50 m².

## Paleohabitat
Wetenschappers van de Duitse Tendaguru-expeditie (1909-1913) hebben de paleohabitat waarin de Dinosauria en andere dieren van Tendaguru leefden uitvoerig bestudeerd. De grofkorrelige gesteentelagen van de Tendaguru-formatie bevatten overvloedig fossielen van ongewervelde dieren, waaronder koralen en mariene tweekleppigen met dikke schalen, wat er duidelijk op wijst dat deze sedimenten in een ondiepe tropische zee gevormd werden. De drie fijnkorrelige gesteentelagen met beenderen van Dinosauria waren moeilijker te interpreteren. Sommige onderzoekers interpreteerden de paleohabitat als een lage kustvlakte met ondiepe lagunes en moerassen. De meeste Dinosauria verbleven regelmatig in zulke kustgebieden, waar vele onder hen ook stierven. Volgens een andere hypothese zouden ze in een meer continentale omgeving geleefd hebben, voornamelijk op het land en langs grote rivieren waar zij stierven. Deze rivieren, die regelmatig buiten hun oevers traden, transporteerden karkassen stroomafwaarts naar een uitgestrekt estuarium waar zij uiteindelijk door sedimenten begraven werden. Geen van deze beide hypothesen is totaal juist of totaal verkeerd.
Het sedimentologisch onderzoek door de German-Tanzanian Tendaguru Expedition in 2000 diende om de resultaten van de Duitse Tendaguru Expedite te herzien en om de krijtlijnen te trekken voor toekomstig onderzoek. De hypothese betreffende grote rivieren of stromen die in het Tendagurugebied in zee uitmondden en die grote karkassen van Dinosauria over grote afstanden transporteerden, hield geen stand omdat het bestaan van grote waterlopen niet ondersteund werd door de nieuwe gegevens. Maar het voorkomen van kleinschalige stroomkanaalopvullingen ('channel lag deposits') in de lagen die Dinosauria bevatten toont aan dat er kleine rivieren waren die karkassen van kleine gewervelde dieren kunnen getransporteerd hebben van het continent tot aan de rand van de kustvlakte in het estuarium.
De resultaten van het onderzoek van de German-Tanzanian Tendaguru Expedition wijzen op de aanwezigheid van een grote lagune waarin zandsteen werd afgezet. Deze lagune werd gevormd achter een aflandige barrière, welke laatste uit sedimenten bestaat die samengesteld zijn uit sferoïdale korrels (≤2 mm in diameter). De getijden beïnvloedden het sedimentatiepatroon en de levensgemeenschappen in de lagune. De saliniteit in de lagune was doorgaans normaal. Vroeger dacht men dat een deel van de lagune hypersalien was (met een hoog zoutgehalte). Er werden geen bewijzen gevonden voor het bestaan van vegetatierijke moerassen, welke laatste een essentieel onderdeel vormden van de vroegere hypothesen over de Tendaguru habitat. De reconstructie van deze habitat door de German-Tanzanian Tendaguru Expedition omvat een tropische lagune met helder zeewater van normale saliniteit, afgezoomd door brede getijdevlaktes die geleidelijk in lager gelegen, modderige kustvlaktes met brakwatervijvers, meren en kleine rivieren overgingen. Vegetatie in dit habitat was schaars. Vermoedelijk bezochten Dinosauria deze getijde- en kustvlaktes vooral tijdens het droge seizoen. De Dinosauria vonden hun voedsel in een rijkelijk begroeid achterland, waar zij dan ook de meeste tijd doorbrachten. De flora van dit achterland kan op basis van fossiel plantenmateriaal gereconstrueerd worden. Naaldwouden kwamen algemeen voor met struikachtige naaldbomen, zaadvarens en varens als ondergroei. Naaldbomen van de familie Cheirolepidiaceae (Pinophyta, Pinopsida, Pinales), citroenhout, ginkgo, Cycadaceae en zaadvarens waren dominant.

## Paleotafonomie
Van Janenschia, Tornieria en Giraffatitan werden ledematen in anatomisch verband en in een natuurlijke, opgerichte houding in de sedimenten van de lagune gevonden. Dit wijst erop dat grote Sauropoda de lagune bezochten en daar vast geraakten in de modder. Zulke skeletdelen in anatomisch verband zijn zeldzaam. Accumulaties van afzonderlijke beenderen van Sauropoda komen het meest voor. Opvallend is dat beenderen van volwassen dieren al deze accumulaties domineren, waardoor sommige paleontologen aannemen dat lichaamsgewicht een belangrijke selectieve factor was in het overleven van de Sauropoda. Jonge dieren geraakten minder frequent vast in de modder omdat ze minder zwaar waren dan volwassen dieren, die zich door hun veel groter gewicht hopeloos vast liepen. De Dinosauria stierven niet enkel in de lagune maar ook in de habitats tussen de kustvlaktes in het oosten en het binnenland. Tijdens het vochtige seizoen was er overvloedig voedsel. Karkassen van Dinosauria werden in hun natuurlijke habitats door sedimentatie begraven of werden door kleine rivieren verplaatst voordat zij uiteindelijk ingebed werden op de kustvlakte en op de getijdevlaktes. De levensomstandigheden verslechterden aanzienlijk tijdens het droge seizoen. De vegetatie werd tot een minimum herleid en waterlichamen krompen of droogden op waardoor dieren massaal stierven. Op zoek naar water en voedsel trokken Dinosauria naar tijdelijke waterlichamen op de kustvlakte. Deze waterlichamen kunnen tijdelijke toevluchtsoorden geweest zijn, maar ook de plaatsen waar dieren massaal stierven door uitdroging en verhongering wanneer voedsel en water te schaars werden. Seizoensgebonden migratie vond plaats tussen het bosrijke achterland en de kustvlaktes. Het is duidelijk dat de enorme opeenhopingen van beenderen het gevolg zijn van verschillende omstandigheden in de paleohabitats, maar het in detail reconstrueren van het ontstaan van deze bone beds blijft een uitdagende opdracht.

## Klimaat
Uit verschillende gegevens kan informatie afgeleid worden over de aard van het klimaat dat te Tendaguru heerste ten tijde van de afzetting van de Tendaguru-formatie. Het veelvuldig voorkomen van siliciklastische sedimenten en het optreden van een verlaagd zoutgehalte van het water, wat uit de samenstelling van de microflora en van de fauna kan afgeleid worden, wijzen op een aanzienlijke aanvoer van zoet water. Deze aanvoer gebeurde ofwel door rivieren, ofwel door zware neerslag. Anderzijds wijzen een hoge hoeveelheid veldspaat in de zandsteenlagen en de grote hoeveelheden illiet en smectiet in de fracties van de kleimineralen op afgenomen chemische erosie. Het voorkomen van supralittorale dolomieten en duricrust wijst op droge perioden in een warm tot heet klimaat met seizoensgebonden neerslag. Hogere kaliveldspaat/plagioklaas-veldspaat verhoudingen in de zandsteen van de Trigonia Schwarzi member kunnen, vergeleken met de andere members van de Tendaguru-formatie, verband houden met een toename van chemische erosie en met het optreden van een vochtiger klimaat. Coniferen van de familie Cheirolepidiaceae (Pinophyta, Pinopsida, Pinales) komen algemeen voor in de members van de Tendaguru-formatie, zowel als mesofossielen (fossielen van gemiddelde grootte) als palynoflora (pollen en sporen). Deze coniferen worden als thermofiel beschouwd met xerofytische aanpassingen. Het voorkomen van groeiringen demonstreert dat de klimaatomstandigheden regelmatig wisselden. Het voorkomen van droge seizoenen wordt ook door de overvloedige aanwezigheid van fossiel houtskool aangetoond. De overvloed van schimmels die hout aantasten en verzwakken, wijst anderzijds op vochtige omstandigheden, of minstens op een toegenomen vochtigheidsgraad. Het voorkomen in alle members van de Tendaguru-formatie van Podocarpus (Embryophyta, Spermatopsida, Gymnospermae, Pinophyta, Pinopsida, Pinales, Podocarpaceae) en Glyptostrobus (Embryophyta, Spermatopsida, Gymnospermae, Pinophyta, Pinopsida, Pinales, Cupressaceae, Taxodioideae) wijst ook op seizoensgebonden vochtigheid. Sporen van de meestal hygrofiele (uit de lucht vochtonttrekkend) Pteridophyta zijn afkomstig van een klein aantal soorten en zijn zeldzaam. Het grootste deel van het geologisch interval waarin de members van de Tendaguru-formatie afgezet werden, wordt gekenmerkt door een subtropisch tot tropisch klimaat met seizoensgebonden neerslag, dat afgewisseld werd met een uitgesproken droog seizoen. Palynologische en mineralogische gegevens van de Trigonia Schwarzi member blijken een verschuiving naar een meer vochtig klimaat aan te geven in het vroege Krijt.

## Beschrijving

### Grootte en onderscheidende kenmerken
Gregory S. Paul schatte in 2010 de lichaamslengte van Janenschia op zeventien meter, het gewicht op tien ton.
In 1991 stelde Wild een diagnose op van het geslacht. Daarbij ging hij niet alleen uit van het holotype maar van al het ooit door Janensch toegewezen materiaal, alsmede het materiaal van Tendaguria. Wild beklemtoonde eerst dat het om een zeer grote vorm ging, misschien wel tot twintig meter lang. De bouw van het skelet was plomp. Hierop sprak hij zich wat tegen door eerst te stellen dat schedel en nek onbekend waren en meteen daarna kenmerken van de halswervels te geven. Die hadden een grote uitholling tussen de wervelboog en het wervellichaam, een uitstulpend doornuitsteeksel en een uitholling onder een richel tussen de achterste gewrichtsuitsteeksels. De ruggenwervels hadden lage doornuitsteeksels, pleurocoelen op de zijden en waren ongevorkt. Bij de voorste ruggenwervels waren de doornuitsteeksels zelfs bijna geheel gereduceerd en ze hadden zeer krachtige zijuitsteeksels. De voorste staartwervels leken op die van Titanosaurus in dat ze sterk procoel waren maar pleurocoelen misten. De middelste staartwervels waren sterk ingesnoerd, zwak amficoel, met zwak afgetekende hoog doorlopende zijkanten, een afgeronde onderzijde en een dwarsdoorsnede gevormd als een staande ovaal. De ledematen waren zeer plomp. Opperarmbeen, ellepijp en spaakbeen waren massief gebouwd met sterk verbrede uiteinden. De pols bestond uit één carpale. De middenhandsbeenderen waren gedrongen. De formule van de vingerkootjes was 2-2-1-1-1. Alleen de eerste vinger droeg een, zeer grote, handklauw. In het bekken waren schaambeen en zitbeen plomp gebouwd. Het zitbeen had een sterk verbreed ondervlak. Het dijbeen was massief gebouwd. De bovenkant ervan stak sterk naar binnen uit. De onderkant was sterk verbreed. Het scheenbeen en kuitbeen hadden verbrede uiteinden. Het sprongbeen was lager en meer afgeplat dan bij alle andere sauropoden. De voet was plomp gebouwd. De formule van de teenkootjes was 2-3-3-2-1. De eerste drie tenen droegen voetklauwen. Het vijfde middenvoetsbeen was kort en bovenaan zeer breed. De klauw van de eerste teen was goed ontwikkeld.
Bij deze diagnose werd ervan uitgegaan dat er maar vier sauropoden in de Tendaguru leefden. Al het materiaal dat niet brachiosauride, diplodocide of dicraeosauride was, werd op één hoop gegooid. Het werd gecombineerd tot een concept van een grote maar gedrongen vorm. Als dat uitgangspunt correct is, weten we nog vrij veel over Janenschia.
In 2000 werd een modernere diagnose gegeven, zich beperkend tot de achterpoot. Op de kamlijn van de crista cnemialis van het scheenbeen, bevinden zich twee verheffingen, één ervan meer aan de interne zijde van de kam, de andere meer aan de buitenzijde, van het lichaam van het dier afgericht en van de interne verheffing gescheiden door een duidelijke uitholling. Het sprongbeen is laag en breed met een inkeping aan de achterzijde zodat het binnenste deel van voor naar achter nauw is en duidelijk van vorm verschilt van het buitenste deel. De voet is grotendeels basaal van vorm met een goed ontwikkelde eerste tot en met vierde middenvoetsbeen en klauwen op de eerste tot en met derde teen maar het vijfde middenvoetsbeen is afgeleid doordat het veel kleiner is dan het vierde middenvoetsbeen ondanks een bovenste verbreding.
In 2019 werden drie autapomorfieën gegeven, unieke afgeleide eigenschappen. Het scheenbeen heeft een opvallend tuberculum fibulare op de achterkant van de onderzijde van de crista cnemialis. Dit is dus de buitenste verheffing van de diagnose uit 2000. Er bindt zich een zeer opvallende bult aan de achterste binnenzijde van de opgaande tak van het sprongbeen. Het eerste middenvoetsbeen is 34% langer dan het vijfde.

### Skelet
Het scheenbeen is zeer robuust. Het is bovenaan sterk verbreed, tot negenendertig centimeter bij het holotype, zowel van voren als van binnen bezien. Aan de binnenzijde bevindt zich ook een sterke verbreding naar achteren. Het heeft een crista fibularis zonder verruwingen. Daze kam steekt flink naar buiten uit, de binnenkant van het kuitbeen rakend. De uitholling tussen de twee verheffingen op de kam diende volgens Bonaparte voor de bevestiging van sterke buigende spieren, die dus de voet naar boven trokken. De schacht van het scheenbeen is tamelijk ingesnoerd, vooral overdwars. Daaronder verbreedt het bot zich weer, meer aan de buitenzijde dan binnenzijde. Het kuitbeen is met vierentachtig centimeter langer dan het scheenbeen. Het is slank en raakte wellicht de buitenzijde van het sprongbeen. De voorrand heeft aan de buitenzijde een verheffing, net vóór de buitenste verheffing op de crista cnemialis van het scheenbeen. De onderste helft is aan de binnenzijde hol. Het uiteinde onderaan is verbreed, met een afgetekend voorrand en achterrand. Het lage sprongbeen, bij het holotype achtentwintig centimeter breed overdwars, heeft een forse verbreding naar binnen toe, even lang als het overeenkomende deel van het scheenbeen en eindigend in een verdikking. Dit deel is duidelijk gescheiden van het buitenste deel van het sprongbeen. Een hielbeen is niet aangetroffen. De middenvoetsbeenderen zijn robuust en zeer kort. Het bovenvlak van het eerste middenvoetsbeen heeft een vierkant profiel en is schuin naar binnen gericht, dus zijde lichaam. Het eerste middenvoetsbeen mist aan de onderzijde het uitsteeksel dat de Diplodocidae wél bezitten. Het tweede en derde middenvoetsbeen zijn het langst. Het tweede middenvoetsbeen is ingesnoerd en even dik als het eerste. Het derde middenvoetsbeen is slanker maar nog wel sterk aan de uiteinden verbreed. Het bovendeel is vooral naar voren toe dik, als het element verticaal gehouden wordt. Het voerde middenvoetsbeen is nauwelijks koter dan het derde maar veel minder verbreed aan de uiteinden. Het vijfde middenvoetsbeen is veel korter; het loopt daardoor sterk taps toe gezien de afwijkende grootte breedte van het bovenste gewrichtsvlak. De formule van de teenkootjes is 2-3-3-2-1. De eerste tot en met derde teen dragen voetklauwen. De eerste voetklauw is nogal groot, langer dan het eerste middenvoetsbeen en het eerste teenkootje van de eerste teen samen. Deze klauw is tamelijk smal en sterk gebogen. De tweede klauw is korter en slanker maar nog steeds een fors en gekromd element. De derde klauw is veel kleiner maar is niet gedegenereerd tot een stompje. Van de vierde en vijfde teen zijn geen klauwen aangetroffen. Meestal wordt aangenomen dat ze geheel gereduceerd zijn.
De rest van het skelet is bekend van toegewezen exemplaren. Het opperarmbeen is robuust, niet langwerpig. Dat betekent dat de rug van het dier niet sterk naar voren opliep. Bovenaan is de binnenhoek beperkt van omvang en laag gelegen. Onderaan is het bot verbreed en dik. Boven de onderste gewrichtsknobbels ligt een brede maar ondiepe uitholling. Bij de ellepijp is bovenaan de processus olecrani krachtig ontwikkeld. Aan de buitenzijde is er een kam die naar beneden tot op het midden van de schacht doorloopt. Het coronoïde uitsteeksel is ook sterk ontwikkeld. De schacht is tamelijk ingesnoerd, het onderste uiteinde sterk verbreed en dik. Er is een diep uitgehold raakvlak met het spaakbeen. Het spaakbeen heeft een rond bovenvlak met een uitholling waar de overeenkomende knobbel van het opperarmbeen in past. Het onderste uiteinde is sterk verbreed en vooral robuust aan de binnenzijde.
De door Janensch in 1922 beschreven hand is in 2000 niet toegewezen maar de proporties passen wel bij de rest van het skelet. De hand is robuust, kort en dik. De afmetingen van het eerste tot het vijfde middenhandsbeen (metacarpaal of Mc) zijn: McI 24,8 cm, McII 28,1 cm, McIII 25,6 cm, McIV 24,9 cm en McV 23,8 cm. Middenhandsbeen I is licht gebogen. Het voorste deel is robuust en heeft de vorm van een 'D'. De lange rechte lijn van de 'D' articuleert met middenhandsbeen II. Middenhandsbeen I articuleert met het asymmetrische en korte eerste vingerkootje. De kromming van het eerste vingerkootje is zodanig dat de klauw het gebogen distale uiteinde van middenhandsbeen I bijna raakt. De kromming van het eerste middenhandsbeen kan het gevolg zijn van het behoud van de klauw. Deze is lang, laag en puntig en heeft diepe laterale groeven.

## Fylogenie
Toen Fraas in 1908 Gigantosaurus robustus benoemde, gaf hij het in eerste instantie geen classificatie. In een opvolgend artikel Ostafrikanische Dinosaurier datzelfde jaar, werd hij niet preciezer dan Sauropoda. In de fase dat Tornieria primair naar Tornieria robusta verwees, werd die soort gezien als een lid van de Titanosauridae of Titanosaurinae. Het zou dan de oudste bekende titanosauride zijn. Ook toen een eigen geslacht Janenschia gegeven werd, bleef dit de gebruikelijke plaatsing. Vaak werd een nauwe verwantschap aangenomen met Tornieria dixeyi, de latere Malawisaurus. Naarmate de afstammingsgeschiedenis van de Titanosauridae beter bekend raakte, werd het echter duidelijk dat Janenschia een meer basale vorm geweest moest zijn, wat ook beter paste bij de hoge ouderdom. In 1998 gaf een analyse een basale plaatsing in de Titanosauria.
De herbeschrijving uit 2000 leidde tot een nog basalere positie, buiten de Titanosauriformes basaal in de Macronaria. Daarbij maakte het terugbrengen van het holotype tot het onderbeen alleen het er niet eenvoudiger op tot een betrouwbare analyse te komen, gezien het gebrek aan gegevens. Het volgende kladogram toont een analyse door José L. Carballido, Oliver W. M. Rauhut, Diego Pol en Leonardo Salgado uit 2011, waarin Janenschia toch is meegenomen. Het taxon valt erin uit als de zustersoort van Tastavinsaurus:
|  | Galveosaurus    |
|  |                 |
|  | Tehuelchesaurus |
|  |                 |

|  | Janenschia     |
|  |                |
|  | Tastavinsaurus |
|  |                |

|  | Chubutisaurus |
|  |               |
|  | Wintonotitan  |
|  |               |

|  | Brachiosauridae                                                  |
|  |                                                                  |
|  | \| \| Phuwiangosaurus \| \| \| \| \| \| Titanosauria \| \| \| \| |
|  |                                                                  |
|  | Phuwiangosaurus                                                  |
|  |                                                                  |
|  | Titanosauria                                                     |
|  |                                                                  |

|  | Phuwiangosaurus |
|  |                 |
|  | Titanosauria    |
|  |                 |

|  | Chubutisaurus |
|  |               |
|  | Wintonotitan  |
|  |               |

|  | Brachiosauridae                                                  |
|  |                                                                  |
|  | \| \| Phuwiangosaurus \| \| \| \| \| \| Titanosauria \| \| \| \| |
|  |                                                                  |
|  | Phuwiangosaurus                                                  |
|  |                                                                  |
|  | Titanosauria                                                     |
|  |                                                                  |

|  | Phuwiangosaurus |
|  |                 |
|  | Titanosauria    |
|  |                 |

|  | Chubutisaurus |
|  |               |
|  | Wintonotitan  |
|  |               |

|  | Brachiosauridae                                                  |
|  |                                                                  |
|  | \| \| Phuwiangosaurus \| \| \| \| \| \| Titanosauria \| \| \| \| |
|  |                                                                  |
|  | Phuwiangosaurus                                                  |
|  |                                                                  |
|  | Titanosauria                                                     |
|  |                                                                  |

|  | Phuwiangosaurus |
|  |                 |
|  | Titanosauria    |
|  |                 |

|  | Chubutisaurus |
|  |               |
|  | Wintonotitan  |
|  |               |

|  | Brachiosauridae                                                  |
|  |                                                                  |
|  | \| \| Phuwiangosaurus \| \| \| \| \| \| Titanosauria \| \| \| \| |
|  |                                                                  |
|  | Phuwiangosaurus                                                  |
|  |                                                                  |
|  | Titanosauria                                                     |
|  |                                                                  |

|  | Phuwiangosaurus |
|  |                 |
|  | Titanosauria    |
|  |                 |

|  | Janenschia     |
|  |                |
|  | Tastavinsaurus |
|  |                |

|  | Chubutisaurus |
|  |               |
|  | Wintonotitan  |
|  |               |

|  | Brachiosauridae                                                  |
|  |                                                                  |
|  | \| \| Phuwiangosaurus \| \| \| \| \| \| Titanosauria \| \| \| \| |
|  |                                                                  |
|  | Phuwiangosaurus                                                  |
|  |                                                                  |
|  | Titanosauria                                                     |
|  |                                                                  |

|  | Phuwiangosaurus |
|  |                 |
|  | Titanosauria    |
|  |                 |

|  | Chubutisaurus |
|  |               |
|  | Wintonotitan  |
|  |               |

|  | Brachiosauridae                                                  |
|  |                                                                  |
|  | \| \| Phuwiangosaurus \| \| \| \| \| \| Titanosauria \| \| \| \| |
|  |                                                                  |
|  | Phuwiangosaurus                                                  |
|  |                                                                  |
|  | Titanosauria                                                     |
|  |                                                                  |

|  | Phuwiangosaurus |
|  |                 |
|  | Titanosauria    |
|  |                 |

|  | Chubutisaurus |
|  |               |
|  | Wintonotitan  |
|  |               |

|  | Brachiosauridae                                                  |
|  |                                                                  |
|  | \| \| Phuwiangosaurus \| \| \| \| \| \| Titanosauria \| \| \| \| |
|  |                                                                  |
|  | Phuwiangosaurus                                                  |
|  |                                                                  |
|  | Titanosauria                                                     |
|  |                                                                  |

|  | Phuwiangosaurus |
|  |                 |
|  | Titanosauria    |
|  |                 |

|  | Chubutisaurus |
|  |               |
|  | Wintonotitan  |
|  |               |

|  | Brachiosauridae                                                  |
|  |                                                                  |
|  | \| \| Phuwiangosaurus \| \| \| \| \| \| Titanosauria \| \| \| \| |
|  |                                                                  |
|  | Phuwiangosaurus                                                  |
|  |                                                                  |
|  | Titanosauria                                                     |
|  |                                                                  |

|  | Phuwiangosaurus |
|  |                 |
|  | Titanosauria    |
|  |                 |

|  | Galveosaurus    |
|  |                 |
|  | Tehuelchesaurus |
|  |                 |

|  | Janenschia     |
|  |                |
|  | Tastavinsaurus |
|  |                |

|  | Chubutisaurus |
|  |               |
|  | Wintonotitan  |
|  |               |

|  | Brachiosauridae                                                  |
|  |                                                                  |
|  | \| \| Phuwiangosaurus \| \| \| \| \| \| Titanosauria \| \| \| \| |
|  |                                                                  |
|  | Phuwiangosaurus                                                  |
|  |                                                                  |
|  | Titanosauria                                                     |
|  |                                                                  |

|  | Phuwiangosaurus |
|  |                 |
|  | Titanosauria    |
|  |                 |

|  | Chubutisaurus |
|  |               |
|  | Wintonotitan  |
|  |               |

|  | Brachiosauridae                                                  |
|  |                                                                  |
|  | \| \| Phuwiangosaurus \| \| \| \| \| \| Titanosauria \| \| \| \| |
|  |                                                                  |
|  | Phuwiangosaurus                                                  |
|  |                                                                  |
|  | Titanosauria                                                     |
|  |                                                                  |

|  | Phuwiangosaurus |
|  |                 |
|  | Titanosauria    |
|  |                 |

|  | Chubutisaurus |
|  |               |
|  | Wintonotitan  |
|  |               |

|  | Brachiosauridae                                                  |
|  |                                                                  |
|  | \| \| Phuwiangosaurus \| \| \| \| \| \| Titanosauria \| \| \| \| |
|  |                                                                  |
|  | Phuwiangosaurus                                                  |
|  |                                                                  |
|  | Titanosauria                                                     |
|  |                                                                  |

|  | Phuwiangosaurus |
|  |                 |
|  | Titanosauria    |
|  |                 |

|  | Chubutisaurus |
|  |               |
|  | Wintonotitan  |
|  |               |

|  | Brachiosauridae                                                  |
|  |                                                                  |
|  | \| \| Phuwiangosaurus \| \| \| \| \| \| Titanosauria \| \| \| \| |
|  |                                                                  |
|  | Phuwiangosaurus                                                  |
|  |                                                                  |
|  | Titanosauria                                                     |
|  |                                                                  |

|  | Phuwiangosaurus |
|  |                 |
|  | Titanosauria    |
|  |                 |

|  | Janenschia     |
|  |                |
|  | Tastavinsaurus |
|  |                |

|  | Chubutisaurus |
|  |               |
|  | Wintonotitan  |
|  |               |

|  | Brachiosauridae                                                  |
|  |                                                                  |
|  | \| \| Phuwiangosaurus \| \| \| \| \| \| Titanosauria \| \| \| \| |
|  |                                                                  |
|  | Phuwiangosaurus                                                  |
|  |                                                                  |
|  | Titanosauria                                                     |
|  |                                                                  |

|  | Phuwiangosaurus |
|  |                 |
|  | Titanosauria    |
|  |                 |

|  | Chubutisaurus |
|  |               |
|  | Wintonotitan  |
|  |               |

|  | Brachiosauridae                                                  |
|  |                                                                  |
|  | \| \| Phuwiangosaurus \| \| \| \| \| \| Titanosauria \| \| \| \| |
|  |                                                                  |
|  | Phuwiangosaurus                                                  |
|  |                                                                  |
|  | Titanosauria                                                     |
|  |                                                                  |

|  | Phuwiangosaurus |
|  |                 |
|  | Titanosauria    |
|  |                 |

|  | Chubutisaurus |
|  |               |
|  | Wintonotitan  |
|  |               |

|  | Brachiosauridae                                                  |
|  |                                                                  |
|  | \| \| Phuwiangosaurus \| \| \| \| \| \| Titanosauria \| \| \| \| |
|  |                                                                  |
|  | Phuwiangosaurus                                                  |
|  |                                                                  |
|  | Titanosauria                                                     |
|  |                                                                  |

|  | Phuwiangosaurus |
|  |                 |
|  | Titanosauria    |
|  |                 |

|  | Chubutisaurus |
|  |               |
|  | Wintonotitan  |
|  |               |

|  | Brachiosauridae                                                  |
|  |                                                                  |
|  | \| \| Phuwiangosaurus \| \| \| \| \| \| Titanosauria \| \| \| \| |
|  |                                                                  |
|  | Phuwiangosaurus                                                  |
|  |                                                                  |
|  | Titanosauria                                                     |
|  |                                                                  |

|  | Phuwiangosaurus |
|  |                 |
|  | Titanosauria    |
|  |                 |

|  | Galveosaurus    |
|  |                 |
|  | Tehuelchesaurus |
|  |                 |

|  | Janenschia     |
|  |                |
|  | Tastavinsaurus |
|  |                |

|  | Chubutisaurus |
|  |               |
|  | Wintonotitan  |
|  |               |

|  | Brachiosauridae                                                  |
|  |                                                                  |
|  | \| \| Phuwiangosaurus \| \| \| \| \| \| Titanosauria \| \| \| \| |
|  |                                                                  |
|  | Phuwiangosaurus                                                  |
|  |                                                                  |
|  | Titanosauria                                                     |
|  |                                                                  |

|  | Phuwiangosaurus |
|  |                 |
|  | Titanosauria    |
|  |                 |

|  | Chubutisaurus |
|  |               |
|  | Wintonotitan  |
|  |               |

|  | Brachiosauridae                                                  |
|  |                                                                  |
|  | \| \| Phuwiangosaurus \| \| \| \| \| \| Titanosauria \| \| \| \| |
|  |                                                                  |
|  | Phuwiangosaurus                                                  |
|  |                                                                  |
|  | Titanosauria                                                     |
|  |                                                                  |

|  | Phuwiangosaurus |
|  |                 |
|  | Titanosauria    |
|  |                 |

|  | Chubutisaurus |
|  |               |
|  | Wintonotitan  |
|  |               |

|  | Brachiosauridae                                                  |
|  |                                                                  |
|  | \| \| Phuwiangosaurus \| \| \| \| \| \| Titanosauria \| \| \| \| |
|  |                                                                  |
|  | Phuwiangosaurus                                                  |
|  |                                                                  |
|  | Titanosauria                                                     |
|  |                                                                  |

|  | Phuwiangosaurus |
|  |                 |
|  | Titanosauria    |
|  |                 |

|  | Chubutisaurus |
|  |               |
|  | Wintonotitan  |
|  |               |

|  | Brachiosauridae                                                  |
|  |                                                                  |
|  | \| \| Phuwiangosaurus \| \| \| \| \| \| Titanosauria \| \| \| \| |
|  |                                                                  |
|  | Phuwiangosaurus                                                  |
|  |                                                                  |
|  | Titanosauria                                                     |
|  |                                                                  |

|  | Phuwiangosaurus |
|  |                 |
|  | Titanosauria    |
|  |                 |

|  | Janenschia     |
|  |                |
|  | Tastavinsaurus |
|  |                |

|  | Chubutisaurus |
|  |               |
|  | Wintonotitan  |
|  |               |

|  | Brachiosauridae                                                  |
|  |                                                                  |
|  | \| \| Phuwiangosaurus \| \| \| \| \| \| Titanosauria \| \| \| \| |
|  |                                                                  |
|  | Phuwiangosaurus                                                  |
|  |                                                                  |
|  | Titanosauria                                                     |
|  |                                                                  |

|  | Phuwiangosaurus |
|  |                 |
|  | Titanosauria    |
|  |                 |

|  | Chubutisaurus |
|  |               |
|  | Wintonotitan  |
|  |               |

|  | Brachiosauridae                                                  |
|  |                                                                  |
|  | \| \| Phuwiangosaurus \| \| \| \| \| \| Titanosauria \| \| \| \| |
|  |                                                                  |
|  | Phuwiangosaurus                                                  |
|  |                                                                  |
|  | Titanosauria                                                     |
|  |                                                                  |

|  | Phuwiangosaurus |
|  |                 |
|  | Titanosauria    |
|  |                 |

|  | Chubutisaurus |
|  |               |
|  | Wintonotitan  |
|  |               |

|  | Brachiosauridae                                                  |
|  |                                                                  |
|  | \| \| Phuwiangosaurus \| \| \| \| \| \| Titanosauria \| \| \| \| |
|  |                                                                  |
|  | Phuwiangosaurus                                                  |
|  |                                                                  |
|  | Titanosauria                                                     |
|  |                                                                  |

|  | Phuwiangosaurus |
|  |                 |
|  | Titanosauria    |
|  |                 |

|  | Chubutisaurus |
|  |               |
|  | Wintonotitan  |
|  |               |

|  | Brachiosauridae                                                  |
|  |                                                                  |
|  | \| \| Phuwiangosaurus \| \| \| \| \| \| Titanosauria \| \| \| \| |
|  |                                                                  |
|  | Phuwiangosaurus                                                  |
|  |                                                                  |
|  | Titanosauria                                                     |
|  |                                                                  |

|  | Phuwiangosaurus |
|  |                 |
|  | Titanosauria    |
|  |                 |

|  | Galveosaurus    |
|  |                 |
|  | Tehuelchesaurus |
|  |                 |

|  | Janenschia     |
|  |                |
|  | Tastavinsaurus |
|  |                |

|  | Chubutisaurus |
|  |               |
|  | Wintonotitan  |
|  |               |

|  | Brachiosauridae                                                  |
|  |                                                                  |
|  | \| \| Phuwiangosaurus \| \| \| \| \| \| Titanosauria \| \| \| \| |
|  |                                                                  |
|  | Phuwiangosaurus                                                  |
|  |                                                                  |
|  | Titanosauria                                                     |
|  |                                                                  |

|  | Phuwiangosaurus |
|  |                 |
|  | Titanosauria    |
|  |                 |

|  | Chubutisaurus |
|  |               |
|  | Wintonotitan  |
|  |               |

|  | Brachiosauridae                                                  |
|  |                                                                  |
|  | \| \| Phuwiangosaurus \| \| \| \| \| \| Titanosauria \| \| \| \| |
|  |                                                                  |
|  | Phuwiangosaurus                                                  |
|  |                                                                  |
|  | Titanosauria                                                     |
|  |                                                                  |

|  | Phuwiangosaurus |
|  |                 |
|  | Titanosauria    |
|  |                 |

|  | Chubutisaurus |
|  |               |
|  | Wintonotitan  |
|  |               |

|  | Brachiosauridae                                                  |
|  |                                                                  |
|  | \| \| Phuwiangosaurus \| \| \| \| \| \| Titanosauria \| \| \| \| |
|  |                                                                  |
|  | Phuwiangosaurus                                                  |
|  |                                                                  |
|  | Titanosauria                                                     |
|  |                                                                  |

|  | Phuwiangosaurus |
|  |                 |
|  | Titanosauria    |
|  |                 |

|  | Chubutisaurus |
|  |               |
|  | Wintonotitan  |
|  |               |

|  | Brachiosauridae                                                  |
|  |                                                                  |
|  | \| \| Phuwiangosaurus \| \| \| \| \| \| Titanosauria \| \| \| \| |
|  |                                                                  |
|  | Phuwiangosaurus                                                  |
|  |                                                                  |
|  | Titanosauria                                                     |
|  |                                                                  |

|  | Phuwiangosaurus |
|  |                 |
|  | Titanosauria    |
|  |                 |

|  | Janenschia     |
|  |                |
|  | Tastavinsaurus |
|  |                |

|  | Chubutisaurus |
|  |               |
|  | Wintonotitan  |
|  |               |

|  | Brachiosauridae                                                  |
|  |                                                                  |
|  | \| \| Phuwiangosaurus \| \| \| \| \| \| Titanosauria \| \| \| \| |
|  |                                                                  |
|  | Phuwiangosaurus                                                  |
|  |                                                                  |
|  | Titanosauria                                                     |
|  |                                                                  |

|  | Phuwiangosaurus |
|  |                 |
|  | Titanosauria    |
|  |                 |

|  | Chubutisaurus |
|  |               |
|  | Wintonotitan  |
|  |               |

|  | Brachiosauridae                                                  |
|  |                                                                  |
|  | \| \| Phuwiangosaurus \| \| \| \| \| \| Titanosauria \| \| \| \| |
|  |                                                                  |
|  | Phuwiangosaurus                                                  |
|  |                                                                  |
|  | Titanosauria                                                     |
|  |                                                                  |

|  | Phuwiangosaurus |
|  |                 |
|  | Titanosauria    |
|  |                 |

|  | Chubutisaurus |
|  |               |
|  | Wintonotitan  |
|  |               |

|  | Brachiosauridae                                                  |
|  |                                                                  |
|  | \| \| Phuwiangosaurus \| \| \| \| \| \| Titanosauria \| \| \| \| |
|  |                                                                  |
|  | Phuwiangosaurus                                                  |
|  |                                                                  |
|  | Titanosauria                                                     |
|  |                                                                  |

|  | Phuwiangosaurus |
|  |                 |
|  | Titanosauria    |
|  |                 |

|  | Chubutisaurus |
|  |               |
|  | Wintonotitan  |
|  |               |

|  | Brachiosauridae                                                  |
|  |                                                                  |
|  | \| \| Phuwiangosaurus \| \| \| \| \| \| Titanosauria \| \| \| \| |
|  |                                                                  |
|  | Phuwiangosaurus                                                  |
|  |                                                                  |
|  | Titanosauria                                                     |
|  |                                                                  |

|  | Phuwiangosaurus |
|  |                 |
|  | Titanosauria    |
|  |                 |

|  | Galveosaurus    |
|  |                 |
|  | Tehuelchesaurus |
|  |                 |

|  | Janenschia     |
|  |                |
|  | Tastavinsaurus |
|  |                |

|  | Chubutisaurus |
|  |               |
|  | Wintonotitan  |
|  |               |

|  | Brachiosauridae                                                  |
|  |                                                                  |
|  | \| \| Phuwiangosaurus \| \| \| \| \| \| Titanosauria \| \| \| \| |
|  |                                                                  |
|  | Phuwiangosaurus                                                  |
|  |                                                                  |
|  | Titanosauria                                                     |
|  |                                                                  |

|  | Phuwiangosaurus |
|  |                 |
|  | Titanosauria    |
|  |                 |

|  | Chubutisaurus |
|  |               |
|  | Wintonotitan  |
|  |               |

|  | Brachiosauridae                                                  |
|  |                                                                  |
|  | \| \| Phuwiangosaurus \| \| \| \| \| \| Titanosauria \| \| \| \| |
|  |                                                                  |
|  | Phuwiangosaurus                                                  |
|  |                                                                  |
|  | Titanosauria                                                     |
|  |                                                                  |

|  | Phuwiangosaurus |
|  |                 |
|  | Titanosauria    |
|  |                 |

|  | Chubutisaurus |
|  |               |
|  | Wintonotitan  |
|  |               |

|  | Brachiosauridae                                                  |
|  |                                                                  |
|  | \| \| Phuwiangosaurus \| \| \| \| \| \| Titanosauria \| \| \| \| |
|  |                                                                  |
|  | Phuwiangosaurus                                                  |
|  |                                                                  |
|  | Titanosauria                                                     |
|  |                                                                  |

|  | Phuwiangosaurus |
|  |                 |
|  | Titanosauria    |
|  |                 |

|  | Chubutisaurus |
|  |               |
|  | Wintonotitan  |
|  |               |

|  | Brachiosauridae                                                  |
|  |                                                                  |
|  | \| \| Phuwiangosaurus \| \| \| \| \| \| Titanosauria \| \| \| \| |
|  |                                                                  |
|  | Phuwiangosaurus                                                  |
|  |                                                                  |
|  | Titanosauria                                                     |
|  |                                                                  |

|  | Phuwiangosaurus |
|  |                 |
|  | Titanosauria    |
|  |                 |

|  | Janenschia     |
|  |                |
|  | Tastavinsaurus |
|  |                |

|  | Chubutisaurus |
|  |               |
|  | Wintonotitan  |
|  |               |

|  | Brachiosauridae                                                  |
|  |                                                                  |
|  | \| \| Phuwiangosaurus \| \| \| \| \| \| Titanosauria \| \| \| \| |
|  |                                                                  |
|  | Phuwiangosaurus                                                  |
|  |                                                                  |
|  | Titanosauria                                                     |
|  |                                                                  |

|  | Phuwiangosaurus |
|  |                 |
|  | Titanosauria    |
|  |                 |

|  | Chubutisaurus |
|  |               |
|  | Wintonotitan  |
|  |               |

|  | Brachiosauridae                                                  |
|  |                                                                  |
|  | \| \| Phuwiangosaurus \| \| \| \| \| \| Titanosauria \| \| \| \| |
|  |                                                                  |
|  | Phuwiangosaurus                                                  |
|  |                                                                  |
|  | Titanosauria                                                     |
|  |                                                                  |

|  | Phuwiangosaurus |
|  |                 |
|  | Titanosauria    |
|  |                 |

|  | Chubutisaurus |
|  |               |
|  | Wintonotitan  |
|  |               |

|  | Brachiosauridae                                                  |
|  |                                                                  |
|  | \| \| Phuwiangosaurus \| \| \| \| \| \| Titanosauria \| \| \| \| |
|  |                                                                  |
|  | Phuwiangosaurus                                                  |
|  |                                                                  |
|  | Titanosauria                                                     |
|  |                                                                  |

|  | Phuwiangosaurus |
|  |                 |
|  | Titanosauria    |
|  |                 |

|  | Chubutisaurus |
|  |               |
|  | Wintonotitan  |
|  |               |

|  | Brachiosauridae                                                  |
|  |                                                                  |
|  | \| \| Phuwiangosaurus \| \| \| \| \| \| Titanosauria \| \| \| \| |
|  |                                                                  |
|  | Phuwiangosaurus                                                  |
|  |                                                                  |
|  | Titanosauria                                                     |
|  |                                                                  |

|  | Phuwiangosaurus |
|  |                 |
|  | Titanosauria    |
|  |                 |

|  | Galveosaurus    |
|  |                 |
|  | Tehuelchesaurus |
|  |                 |

|  | Janenschia     |
|  |                |
|  | Tastavinsaurus |
|  |                |

|  | Chubutisaurus |
|  |               |
|  | Wintonotitan  |
|  |               |

|  | Brachiosauridae                                                  |
|  |                                                                  |
|  | \| \| Phuwiangosaurus \| \| \| \| \| \| Titanosauria \| \| \| \| |
|  |                                                                  |
|  | Phuwiangosaurus                                                  |
|  |                                                                  |
|  | Titanosauria                                                     |
|  |                                                                  |

|  | Phuwiangosaurus |
|  |                 |
|  | Titanosauria    |
|  |                 |

|  | Chubutisaurus |
|  |               |
|  | Wintonotitan  |
|  |               |

|  | Brachiosauridae                                                  |
|  |                                                                  |
|  | \| \| Phuwiangosaurus \| \| \| \| \| \| Titanosauria \| \| \| \| |
|  |                                                                  |
|  | Phuwiangosaurus                                                  |
|  |                                                                  |
|  | Titanosauria                                                     |
|  |                                                                  |

|  | Phuwiangosaurus |
|  |                 |
|  | Titanosauria    |
|  |                 |

|  | Chubutisaurus |
|  |               |
|  | Wintonotitan  |
|  |               |

|  | Brachiosauridae                                                  |
|  |                                                                  |
|  | \| \| Phuwiangosaurus \| \| \| \| \| \| Titanosauria \| \| \| \| |
|  |                                                                  |
|  | Phuwiangosaurus                                                  |
|  |                                                                  |
|  | Titanosauria                                                     |
|  |                                                                  |

|  | Phuwiangosaurus |
|  |                 |
|  | Titanosauria    |
|  |                 |

|  | Chubutisaurus |
|  |               |
|  | Wintonotitan  |
|  |               |

|  | Brachiosauridae                                                  |
|  |                                                                  |
|  | \| \| Phuwiangosaurus \| \| \| \| \| \| Titanosauria \| \| \| \| |
|  |                                                                  |
|  | Phuwiangosaurus                                                  |
|  |                                                                  |
|  | Titanosauria                                                     |
|  |                                                                  |

|  | Phuwiangosaurus |
|  |                 |
|  | Titanosauria    |
|  |                 |

|  | Janenschia     |
|  |                |
|  | Tastavinsaurus |
|  |                |

|  | Chubutisaurus |
|  |               |
|  | Wintonotitan  |
|  |               |

|  | Brachiosauridae                                                  |
|  |                                                                  |
|  | \| \| Phuwiangosaurus \| \| \| \| \| \| Titanosauria \| \| \| \| |
|  |                                                                  |
|  | Phuwiangosaurus                                                  |
|  |                                                                  |
|  | Titanosauria                                                     |
|  |                                                                  |

|  | Phuwiangosaurus |
|  |                 |
|  | Titanosauria    |
|  |                 |

|  | Chubutisaurus |
|  |               |
|  | Wintonotitan  |
|  |               |

|  | Brachiosauridae                                                  |
|  |                                                                  |
|  | \| \| Phuwiangosaurus \| \| \| \| \| \| Titanosauria \| \| \| \| |
|  |                                                                  |
|  | Phuwiangosaurus                                                  |
|  |                                                                  |
|  | Titanosauria                                                     |
|  |                                                                  |

|  | Phuwiangosaurus |
|  |                 |
|  | Titanosauria    |
|  |                 |

|  | Chubutisaurus |
|  |               |
|  | Wintonotitan  |
|  |               |

|  | Brachiosauridae                                                  |
|  |                                                                  |
|  | \| \| Phuwiangosaurus \| \| \| \| \| \| Titanosauria \| \| \| \| |
|  |                                                                  |
|  | Phuwiangosaurus                                                  |
|  |                                                                  |
|  | Titanosauria                                                     |
|  |                                                                  |

|  | Phuwiangosaurus |
|  |                 |
|  | Titanosauria    |
|  |                 |

|  | Chubutisaurus |
|  |               |
|  | Wintonotitan  |
|  |               |

|  | Brachiosauridae                                                  |
|  |                                                                  |
|  | \| \| Phuwiangosaurus \| \| \| \| \| \| Titanosauria \| \| \| \| |
|  |                                                                  |
|  | Phuwiangosaurus                                                  |
|  |                                                                  |
|  | Titanosauria                                                     |
|  |                                                                  |

|  | Phuwiangosaurus |
|  |                 |
|  | Titanosauria    |
|  |                 |

|  | Galveosaurus    |
|  |                 |
|  | Tehuelchesaurus |
|  |                 |

|  | Janenschia     |
|  |                |
|  | Tastavinsaurus |
|  |                |

|  | Chubutisaurus |
|  |               |
|  | Wintonotitan  |
|  |               |

|  | Brachiosauridae                                                  |
|  |                                                                  |
|  | \| \| Phuwiangosaurus \| \| \| \| \| \| Titanosauria \| \| \| \| |
|  |                                                                  |
|  | Phuwiangosaurus                                                  |
|  |                                                                  |
|  | Titanosauria                                                     |
|  |                                                                  |

|  | Phuwiangosaurus |
|  |                 |
|  | Titanosauria    |
|  |                 |

|  | Chubutisaurus |
|  |               |
|  | Wintonotitan  |
|  |               |

|  | Brachiosauridae                                                  |
|  |                                                                  |
|  | \| \| Phuwiangosaurus \| \| \| \| \| \| Titanosauria \| \| \| \| |
|  |                                                                  |
|  | Phuwiangosaurus                                                  |
|  |                                                                  |
|  | Titanosauria                                                     |
|  |                                                                  |

|  | Phuwiangosaurus |
|  |                 |
|  | Titanosauria    |
|  |                 |

|  | Chubutisaurus |
|  |               |
|  | Wintonotitan  |
|  |               |

|  | Brachiosauridae                                                  |
|  |                                                                  |
|  | \| \| Phuwiangosaurus \| \| \| \| \| \| Titanosauria \| \| \| \| |
|  |                                                                  |
|  | Phuwiangosaurus                                                  |
|  |                                                                  |
|  | Titanosauria                                                     |
|  |                                                                  |

|  | Phuwiangosaurus |
|  |                 |
|  | Titanosauria    |
|  |                 |

|  | Chubutisaurus |
|  |               |
|  | Wintonotitan  |
|  |               |

|  | Brachiosauridae                                                  |
|  |                                                                  |
|  | \| \| Phuwiangosaurus \| \| \| \| \| \| Titanosauria \| \| \| \| |
|  |                                                                  |
|  | Phuwiangosaurus                                                  |
|  |                                                                  |
|  | Titanosauria                                                     |
|  |                                                                  |

|  | Phuwiangosaurus |
|  |                 |
|  | Titanosauria    |
|  |                 |

|  | Janenschia     |
|  |                |
|  | Tastavinsaurus |
|  |                |

|  | Chubutisaurus |
|  |               |
|  | Wintonotitan  |
|  |               |

|  | Brachiosauridae                                                  |
|  |                                                                  |
|  | \| \| Phuwiangosaurus \| \| \| \| \| \| Titanosauria \| \| \| \| |
|  |                                                                  |
|  | Phuwiangosaurus                                                  |
|  |                                                                  |
|  | Titanosauria                                                     |
|  |                                                                  |

|  | Phuwiangosaurus |
|  |                 |
|  | Titanosauria    |
|  |                 |

|  | Chubutisaurus |
|  |               |
|  | Wintonotitan  |
|  |               |

|  | Brachiosauridae                                                  |
|  |                                                                  |
|  | \| \| Phuwiangosaurus \| \| \| \| \| \| Titanosauria \| \| \| \| |
|  |                                                                  |
|  | Phuwiangosaurus                                                  |
|  |                                                                  |
|  | Titanosauria                                                     |
|  |                                                                  |

|  | Phuwiangosaurus |
|  |                 |
|  | Titanosauria    |
|  |                 |

|  | Chubutisaurus |
|  |               |
|  | Wintonotitan  |
|  |               |

|  | Brachiosauridae                                                  |
|  |                                                                  |
|  | \| \| Phuwiangosaurus \| \| \| \| \| \| Titanosauria \| \| \| \| |
|  |                                                                  |
|  | Phuwiangosaurus                                                  |
|  |                                                                  |
|  | Titanosauria                                                     |
|  |                                                                  |

|  | Phuwiangosaurus |
|  |                 |
|  | Titanosauria    |
|  |                 |

|  | Chubutisaurus |
|  |               |
|  | Wintonotitan  |
|  |               |

|  | Brachiosauridae                                                  |
|  |                                                                  |
|  | \| \| Phuwiangosaurus \| \| \| \| \| \| Titanosauria \| \| \| \| |
|  |                                                                  |
|  | Phuwiangosaurus                                                  |
|  |                                                                  |
|  | Titanosauria                                                     |
|  |                                                                  |

|  | Phuwiangosaurus |
|  |                 |
|  | Titanosauria    |
|  |                 |

|  | Galveosaurus    |
|  |                 |
|  | Tehuelchesaurus |
|  |                 |

|  | Janenschia     |
|  |                |
|  | Tastavinsaurus |
|  |                |

|  | Chubutisaurus |
|  |               |
|  | Wintonotitan  |
|  |               |

|  | Brachiosauridae                                                  |
|  |                                                                  |
|  | \| \| Phuwiangosaurus \| \| \| \| \| \| Titanosauria \| \| \| \| |
|  |                                                                  |
|  | Phuwiangosaurus                                                  |
|  |                                                                  |
|  | Titanosauria                                                     |
|  |                                                                  |

|  | Phuwiangosaurus |
|  |                 |
|  | Titanosauria    |
|  |                 |

|  | Chubutisaurus |
|  |               |
|  | Wintonotitan  |
|  |               |

|  | Brachiosauridae                                                  |
|  |                                                                  |
|  | \| \| Phuwiangosaurus \| \| \| \| \| \| Titanosauria \| \| \| \| |
|  |                                                                  |
|  | Phuwiangosaurus                                                  |
|  |                                                                  |
|  | Titanosauria                                                     |
|  |                                                                  |

|  | Phuwiangosaurus |
|  |                 |
|  | Titanosauria    |
|  |                 |

|  | Chubutisaurus |
|  |               |
|  | Wintonotitan  |
|  |               |

|  | Brachiosauridae                                                  |
|  |                                                                  |
|  | \| \| Phuwiangosaurus \| \| \| \| \| \| Titanosauria \| \| \| \| |
|  |                                                                  |
|  | Phuwiangosaurus                                                  |
|  |                                                                  |
|  | Titanosauria                                                     |
|  |                                                                  |

|  | Phuwiangosaurus |
|  |                 |
|  | Titanosauria    |
|  |                 |

|  | Chubutisaurus |
|  |               |
|  | Wintonotitan  |
|  |               |

|  | Brachiosauridae                                                  |
|  |                                                                  |
|  | \| \| Phuwiangosaurus \| \| \| \| \| \| Titanosauria \| \| \| \| |
|  |                                                                  |
|  | Phuwiangosaurus                                                  |
|  |                                                                  |
|  | Titanosauria                                                     |
|  |                                                                  |

|  | Phuwiangosaurus |
|  |                 |
|  | Titanosauria    |
|  |                 |

|  | Janenschia     |
|  |                |
|  | Tastavinsaurus |
|  |                |

|  | Chubutisaurus |
|  |               |
|  | Wintonotitan  |
|  |               |

|  | Brachiosauridae                                                  |
|  |                                                                  |
|  | \| \| Phuwiangosaurus \| \| \| \| \| \| Titanosauria \| \| \| \| |
|  |                                                                  |
|  | Phuwiangosaurus                                                  |
|  |                                                                  |
|  | Titanosauria                                                     |
|  |                                                                  |

|  | Phuwiangosaurus |
|  |                 |
|  | Titanosauria    |
|  |                 |

|  | Chubutisaurus |
|  |               |
|  | Wintonotitan  |
|  |               |

|  | Brachiosauridae                                                  |
|  |                                                                  |
|  | \| \| Phuwiangosaurus \| \| \| \| \| \| Titanosauria \| \| \| \| |
|  |                                                                  |
|  | Phuwiangosaurus                                                  |
|  |                                                                  |
|  | Titanosauria                                                     |
|  |                                                                  |

|  | Phuwiangosaurus |
|  |                 |
|  | Titanosauria    |
|  |                 |

|  | Chubutisaurus |
|  |               |
|  | Wintonotitan  |
|  |               |

|  | Brachiosauridae                                                  |
|  |                                                                  |
|  | \| \| Phuwiangosaurus \| \| \| \| \| \| Titanosauria \| \| \| \| |
|  |                                                                  |
|  | Phuwiangosaurus                                                  |
|  |                                                                  |
|  | Titanosauria                                                     |
|  |                                                                  |

|  | Phuwiangosaurus |
|  |                 |
|  | Titanosauria    |
|  |                 |

|  | Chubutisaurus |
|  |               |
|  | Wintonotitan  |
|  |               |

|  | Brachiosauridae                                                  |
|  |                                                                  |
|  | \| \| Phuwiangosaurus \| \| \| \| \| \| Titanosauria \| \| \| \| |
|  |                                                                  |
|  | Phuwiangosaurus                                                  |
|  |                                                                  |
|  | Titanosauria                                                     |
|  |                                                                  |

|  | Phuwiangosaurus |
|  |                 |
|  | Titanosauria    |
|  |                 |

De labiliteit van de plaatsing blijkt uit analyses waarin Janenschia toch weer basaal in Titanosauriformes uitvalt, zoals in een studie van Michael D'Emic uit 2012.